# Burgstall Lure
Der Burgstall Lure, auch Burg Lauer genannt, ist eine abgegangene mittelalterliche Höhenburg auf einer Anhöhe oberhalb des Dorfes in der Flurgemarkung „Schloßberg“ etwa 150 Meter südwestlich der Kirche in Burglauer im Landkreis Rhön-Grabfeld in Bayern.

## Geschichte

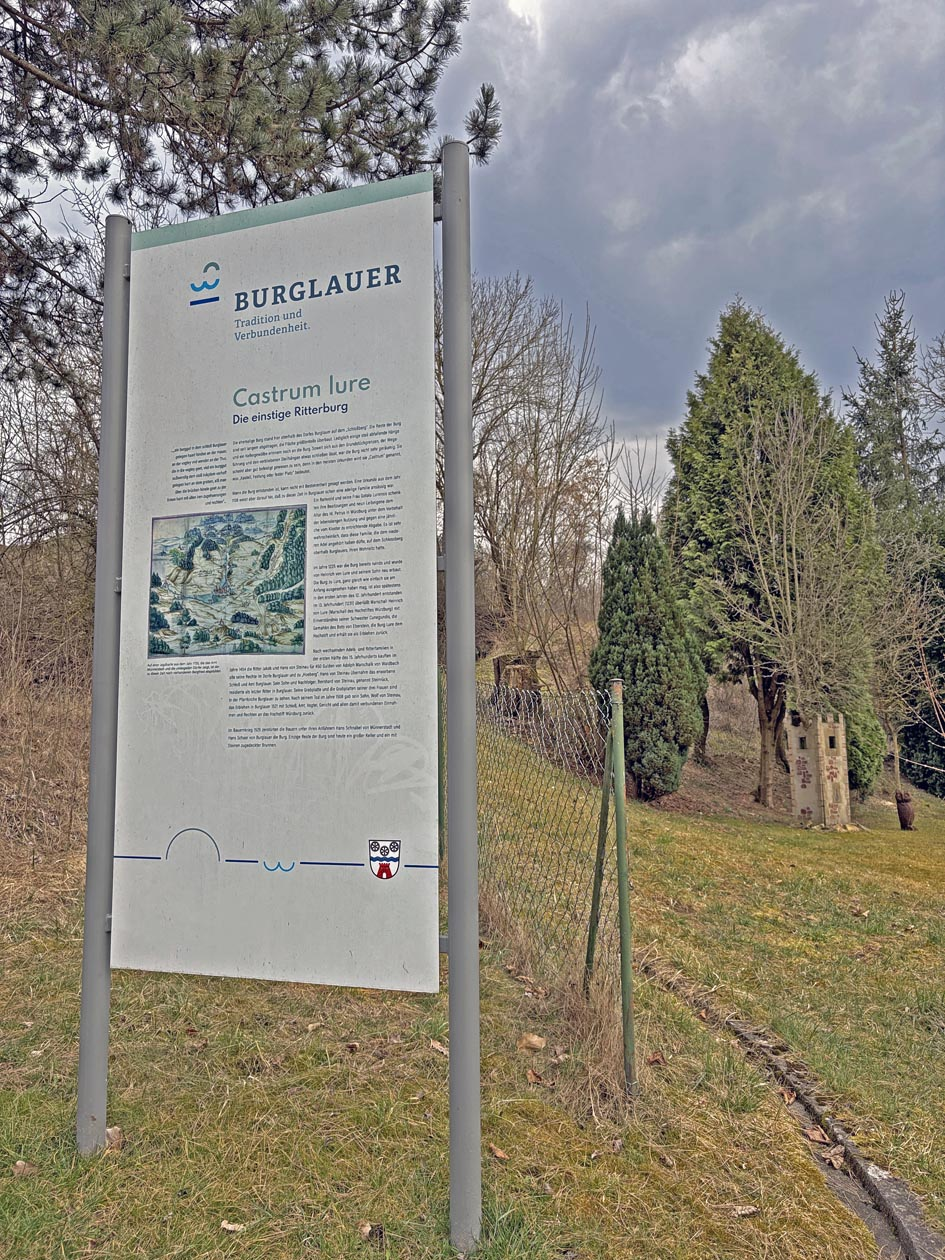
Ruinenrest des Burgstalls

Vermutlich wurde die im 11. Jahrhundert erwähnte Burg von der 1108 in Burglauer ansässigen Adelsfamilie Lurensis erbaut, wobei es sich zunächst um ein steinernes Haus oder einen Wohnturm, umgeben eventuell mit einem Palisadenzaun oder einer einfachen Mauer, handelte. Nach dem Historiker Heinrich Wagner (Historischer Atlas von Kissingen) war die Burg ein sehr früh bezeugter würzburgischer Verwaltungsmittelpunkt. 1225 soll die Burg bereits ruinös gewesen und von Heinrich von Lure und seinem Sohn neu erbaut worden sein. Das Hochstift Würzburg belehnte verschiedene Adelsgeschlechter mit der Schlossherrschaft, so von 1431 bis 1520 die Herren von Steinau genannt Steinrück.
Ob die Burg 1525 im Zuge des Bauernkrieges vom Bildhäuser Haufen, dem auch zahlreiche Burglauer Bauern angehörten, zerstört wurde, ist ungewiss. Vermutlich wurde die verfallende Burg als Steinbruch genutzt.

## Beschreibung
Björn-Uwe Abels beschreibt die Burg in seinem 1975 erschienenen Führer vor- und frühgeschichtlicher Denkmäler wie folgt: „… der zum größten Teil überbaute und abgetragene Burgstall ist lediglich noch an einem nach Nordwesten vorspringenden Halbrund von 20 mal 10 Meter Ausmaß mit Steilhängen zu erkennen. Am Nordosthang des Burgstalles sind Kellergewölbe teilweise angeschnitten.“